# RK Vardar
El RK Vardar es un club de balonmano de la ciudad de Skopie, Macedonia del Norte. Es el club con mayor palmarés del país balcánico y ha participado en varias competiciones internacionales como la Liga de Campeones de la EHF y la Liga SEHA.
Desde el año 2017 contaba con una filial en México específicamente en la ciudad de Monterrey .

## Palmarés
- Liga de Macedonia del Norte

Campeón (15): 1998–99, 2000–01, 2001–02, 2002–03, 2003–04, 2006–07, 2008–09, 2012–13, 2014-15, 2015-16, 2016-17, 2017-18, 2018-19, 2020-21, 2021-22
- Copa de Macedonia del Norte

Campeón (16): 1997, 2000, 2001, 2003, 2004, 2007, 2008, 2012, 2014, 2015, 2016, 2017, 2018, 2021, 2022, 2023
- Liga SEHA

Campeón (5): 2011-12, 2013-14, 2016-17, 2017-18, 2018-19.
- Liga de Campeones de la EHF (2): 2016-17, 2018-19

## Plantilla 2024-25
|  | Porteros - 01 Marko Bogdanovski - 12 Miguel Espinha Ferreira - 99 Vasil Gogov Extremos izquierdos - 02 Mario Stojanovski - 10 Hanser Rodríguez - 27 Marko Srdanović Extremos derechos - 09 Goce Georgievski - 70 Miguel Pinto - 77 Alen Kjosevski Pívots - 07 Mihail Alarov - 15 Lars Kooij - 18 Milan Lazarevski | Laterales izquierdos - 08 Tomče Stojanovski - 24 Dmytro Horiha - 33 Stefan Petrić - 87 Vuko Borozan - 96 Nilton Melo Centrales - 11 Mladen Krsmančić - 14 Mario Tankoski - 29 Matija Nikolić Laterales derechos - 04 Tomislav Jagurinovski - 17 Kristijan Stamenkovikj - 66 Achraf Margheli |